# Колхозная улица (Ижевск)
Колхо́зная у́лица — улица в Ленинском районе города Ижевска. Проходит от улицы Гагарина на запад до Трудовой улицы. Нумерация домов ведётся от улицы Гагарина.

## История
Улица появилась в Ижевске ещё в дореволюционный период и первоначально именовалась Вотским переулком. 4 октября 1935 года исполком Ижевского городского совета депутатов переименовал Вотский переулок в Колхозную улицу.
В 1961 году на улице открылся детский сад № 84.

## Расположение
Колхозная улица проходит в Ленинском административном районе Ижевска, пересекая его с запада на восток. Располагается между Автономной и Инструментальной улицами. Начинается от перекрёстка с улицей Гагарина как продолжение Магистральной улицы. Заканчивается на перекрёстке с Автономной и Трудовой улицами.
Улица относится сразу к трём жилым районам города. Начальный отрезок улицы от улицы Гагарина до улицы Азина пролегает по Привокзальному жилому району. После улицы Азина по Колхозной улице проходит граница жилых районов Нагорный и Юго-Западный, в связи с чем дома по северной (чётной) стороне улицы относятся к Нагорному району, а по южной (нечётной) стороне — к Юго-Западному району.
Пересекает улицы Ленинградскую, Степную, Богдана Хмельницкого, Братскую, Короткую, 40 лет Октября, Красина, Азина, Июльскую, Заводскую, Полевую, Кирпичную, Лесную, Татарскую, Загородную, Западную, Можарова, Демьяна Бедного, Покровского, Ударную, Огнеупорную, Крымскую, переулок Демьяна Бедного и Ударный переулок.
С чётной стороны примыкают переулки Заводской, Полевой, Кирпичный, Лесной, Татарский, Западный, Крымский, а также переулок и улица Мира.
С нечётной стороны примыкают переулки Декабрьский, Флотский, Можарова и Покровского.

## Примечательные здания и сооружения
По нечётной стороне:
- Дом 1 — 5-этажный многоквартирный жилой дом (1981)[7], гостиница «Камин»

По чётной стороне:
- Дом 18 — детский сад № 84 для детей раннего возраста

## Общественный транспорт
От улицы Гагарина до Братской улицы проходит трамвайная линия маршрута № , на которой расположены 2 станции:
- «Улица Гагарина» — находится в самом начале Колхозной улицы, у перекрёстка с одноимённой улицей;
- «Братская» — находится у перекрёстка Колхозной и Братской улиц.